# سفيند كارلسن
سفيند كارلسن (بالنرويجية البوكمول: Svend Karlsen)‏ هو رافع أثقال ‏ نرويجي، ولد في 6 أكتوبر 1967 في كريستيانساند في النرويج.

## وصلات خارجية
- سفيند كارلسن على موقع AllPowerlifting.com (الإنجليزية)

- الموقع الرسمي